# Grosa (medida)

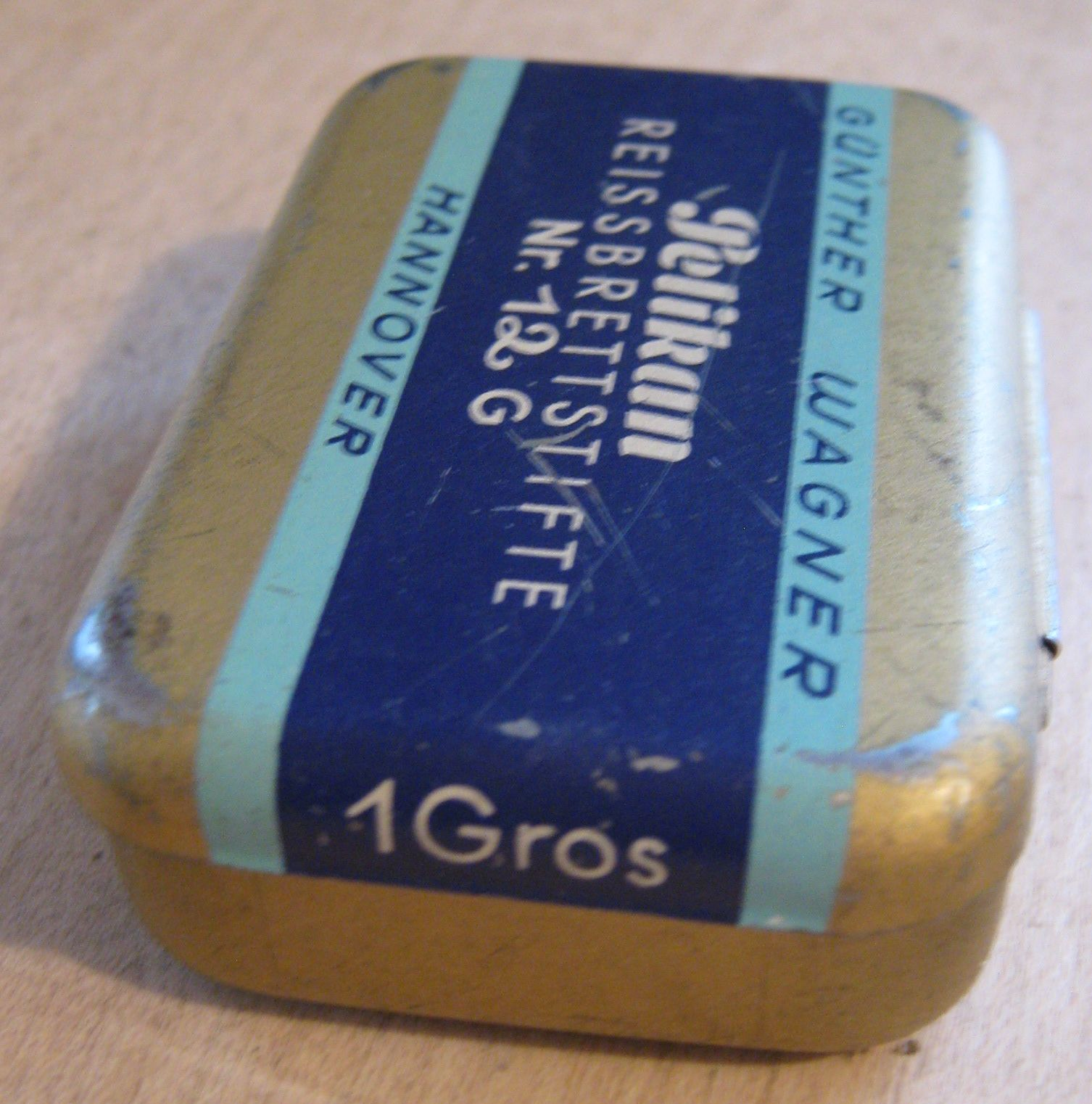
Uma caixa com uma grosa de pioneses.

Uma grosa é uma medida de quantidade e equivale a doze dúzias (144 unidades). Caiu em desuso pela dominância do sistema decimal.